# 天命 (遊戲)
《天命》（又译作）是一款由Bungie開發，動視在2014年9月9日發行的動作角色扮演大型多人線上第一人稱射擊遊戲。
《天命》的最初發行版本也被称为“基本版（Vanilla）”。Bungie于2014年12月和2015年5月先后发布了两个小型资料片 ”深渊之暗（The Dark Below）”和“恶狼派系（House of Wolves）”，這些與基本版统称为“第一年”。2015年9月，Bungie发布了第三个大型资料片“邪神降临（The Taken King）”，提高了人物和物品等级并加入了新的游戏内容，该资料片被视为“第二年”。2016年9月，第四个也是最后一个大型资料片“铁旗崛起（Rise of Iron）”发布，标志着“第三年”也是《命运》“基本版”最后一年的开始。
Bungie于2017年3月30日正式公布了《天命》的正统续作《命运2》，游戏于2017年9月发售，新增Windows平台以及增加中文游戏内容。

## 游戏背景
近未来某一时间，人类的探测器在火星发现了巨大的球形外星智慧体。美、中、俄三个航天大国联合执行了火星登陆行动，三国派出的宇航员在火星近接触了这个拥有“光”的力量，被称为“旅者”的球形智慧体。“旅者”抵达地球并向人类传输技术，使人类的社会发展在短短数十年内突飞猛进。人类的寿命达到了空前的三百岁，人口激增，并在“旅者”改造星球地貌的力量帮助下得以在太阳系各个行星上建立庞大的殖民地。同时由于领悟了自己不再被束缚于地球，而是进入太空探索的真正“天命”，因此国家之间的纷争迅速消失，人类作为一个种族达到了空前的团结，进入了被称为“黄金纪元”的高速发展阶段。
然而伴随“旅者”的“光”带来的福音，其宿敌“黑暗”却也在不久之后紧紧追随其而来，并以摧枯拉朽的力量侵袭并毁灭了太阳系所有星球上的人类文明。人类经历了后世称为“大崩溃”的黑暗时代，在几乎要被灭绝之时，“旅者”耗尽最后的力量击退了“黑暗”，并从此陷入死亡一般的沉眠。地球上仅存的人类汇聚在“旅者”悬停的地方并在其下方建立了最后的人类城市，从此苟延残喘地生活在“旅者”的阴影保护下。
“旅者”陷入沉眠之前散发的最后力量诞生了无数个被称为“機靈”的小型无机智能体，它们穿梭在星球的每个角落，寻找在战争中阵亡的战士们，将他们复活为城市的“守护者”，并将“旅者”残存的“光”力量赋予他们。玩家作为“守护者”的新成员，将和众多其它玩家一起承担起拯救最后的人类文明的任务。

## 游戏内容
作为一款角色扮演多人在线射击游戏，《天命》除了传统的第一人称射击要素之外还包含一定程度的角色扮演要素，例如扮演不同种族，职业，利用不同技能和特长在游戏中体验多种风格的玩法。

### 角色制定
玩家在游戏开始时可以从三个职业中选择。随着游戏进程，每个职业会发展出三个不同功能的天赋，在不同情况和需求下可以随时切换使用。每个天赋有各自的元素属性，并赋予玩家强大的绝技。

#### 泰坦
泰坦是强韧的战士，穿着厚重的铠甲，近身搏斗能力极强，甚至可以用身体冲撞消灭敌人。其天赋雷属性的“突袭”能够在战场上定点突击并迅速消灭整群敌人，炎属性的“破日”召出的烈阳之锤能于短时间内在整个战场范围造成大规模破坏，暗属性的“守御”则能够制造出坚不可摧的护盾保护自己和战友不受敌人伤害。

#### 猎人
猎人是灵活矫健的刺客，擅长使用灵巧的跳跃能力穿梭于战场，用偷袭或诡雷出其不意地杀伤敌人。其天赋炎属性的“枪师”召出的金枪可以横跨战场将任何距离的敌人一击毙命，雷属性的“舞刃”可以利用超强的移动能力在敌群中迅速格杀任何对手，暗属性的“夜行”可以隐藏自己的行踪，射出虚空箭将大范围的敌人困于黑洞中并迅速消灭。

#### 术士
术士是喜欢研究超自然力量的科学家，擅长在中远距离迅速频繁地使用各种能力击垮敌人。其天赋暗属性的“虚行”可以投掷威力巨大的虚空炸弹消灭成群的敌人，炎属性的“颂日”利用太阳的光辉强化各项能力，甚至能够在被打倒时涅磐重生，雷属性的“唤雷”能够释放出威力无比，并在敌群中爆发连锁反应的闪电。
除了职业之外，玩家还可以在三个友善种族中选择自己的身份。选择不同种族只决定角色的外观，并不会对游戏本身产生影响。

#### 人类
人类在“旅者”的帮助下创造了辉煌的黄金纪元，凭借着飞速发展的科技，人类将自己的家园扩张到了地球以外的行星，并创造了无数的科技奇迹，例如感知能力几乎和人类相当的机械人EXO，拥有强大战略思维能力的人工智能“战争主脑”。在“黑暗”力量侵袭太阳系并几乎消灭整个人类文明后，那些在黄金纪元被逐渐淡忘的宝贵品质——坚韧和顽强，支撑着人类打造了他们最后之城，并再次像他们的祖先一样一步一步向外扩张，夺回他们曾经的家园。

#### EXO
拥有机械构造的EXO是人类在黄金纪元最伟大的成果之一。和传统的无机人工智能不同，EXO在感知和情绪方面几乎和人类拥有同样的水准，他们中不断涌现出的各行业佼佼者也一次又一次佐证了他们和人类在情商上的同等地位。人类文明在大崩溃和其后的黑暗纪元中失去了绝大部分技术和资料，连同EXO诞生的历史也一并丢失，如今就连EXO们自身也已经不记得当初他们是如何，为何被创造出来，是人工智能的创始性突破，还是“旅者”展示给人类的又一个奇迹，抑或是人类终于找到了让自己的灵魂永生不灭的方法？无论如何，EXO与他们的创造者后裔一起进入了城市纪元，一边肩负起共同复兴人类文明的使命，一边探索着自身的起源。

#### 觉醒者
在大崩溃降临人类文明之时，被设计来保护人类文明的人工智能“战争主脑”们制定了各种战略方针帮助人类抵抗外星入侵者。其中一个主脑在指挥人类战斗的同时也制定并实施了一个逃亡计划，让一部分地球人类搭乘大型殖民舰逃往星系边缘，以在可能降临的灭顶之灾中为人类保留火种。然而，殖民舰由于不明原因在火星和木星之间的小行星带被摧毁了，幸存下来的人也在接下来的世纪中发生了变化：皮肤变成了蓝灰色，瞳孔散发着奇异的光泽。他们不再把自己当作地球人类的一部分，并称自己为觉醒者。黑暗纪元结束之后，一些觉醒者出于落叶归根的心理而回到了地球，帮助人类建造最后之城，然而大部分觉醒者依然留守在小行星带的母舰废墟附近，如今被称为“礁石”的庇护所，在他们的女王统治下过着与外界几乎隔离的生活。

### 角色等级
游戏最初的等级上限为20级，随着资料片的发布，玩家等级上限也随之提高，在“深渊之暗”中上限为32级，在“恶狼派系”中为34级，在“邪神将领”中为40级，“铁旗崛起”没有提升等级上限。当玩家等级达到上限后，可以通过获取更强大的武器和装备来提高自己的光辉等级，光辉等级越高，玩家的武器伤害能力越强，护甲的防御能力也越高。目前“铁旗崛起”资料片中的武器和装备的最高光辉等级为400。

### 游戏场景
随着游戏剧情的展开，玩家将有机会造访太阳系中各个行星，在残存的人类文明废墟中探索过去的黑暗时代的秘密，寻找拯救人类未来的希望。
地球是玩家重生并探索的第一个星球。这里曾经是人类最大的家园，而今只剩下最后一座有生气的人类城市，和城市高墙之外一望无际的废墟。在旧俄罗斯广阔的航天基地，地表已经被遍地出没的外星敌人占据，地底则寄居着更可怕的怪物。然而传言除了危险的敌人之外，这里还埋藏着从黄金纪元流传下来的宝贵遗产，其力量甚至能帮助人类创造第二个黄金时代。
月球曾经是人类登陆的第一个地外星球，“旅者”带给人类的科技使得人类殖民开发月球的愿望得以大规模实现，然而在这过程中人类却无意中唤醒了深埋在月球深处的可怕秘密。如今的月球表面依然矗立着空荡荡人类建筑，和惨烈灾难中留下的疤痕。
黄金纪元的人类科技强大的超乎想象，连沐浴在太阳烈焰中的水星都曾经是人类殖民的地盘。在这前所未有的近距离接触中，人类将对太阳力量的研究也发挥到了极致，但随着“黑暗”力量的降临，水星上的一切都毁于一旦，再也没有人类踏足过那里。
金星的地貌被“旅者”不可思议的力量彻底改变，表面覆盖着大气层和茂密的丛林，使人类得以在星球上殖民。位于殖民地核心的学院曾经被黄金纪元的学者们当作圣地，无数对地外文明和技术着迷的科学家们曾聚集在这里研究已知和未知的一切外星文明。当毁灭性的灾难降临在人类头上时，狂热的学者们才意识到自己所理解的知识在广阔的宇宙中是多么渺小而可笑。而今没有了人类的气息，丛林再次占据了金星上的设施，而那些宝贵的知识成果也沉睡在档案室里无人再问津。
作为和地球环境结构最接近的火星，在被“旅者”改变大气结构后成为了黄金纪元人类最主要的殖民地。火星上遍布着大规模的城市设施，几乎成为了人类的第二家园。然而在“黑暗”力量的侵袭下，这家园也和地球一样陷落于强大的敌人手里。如今火星上的人类城市大部分都被风沙掩埋，而占领这里的敌人则在废墟上建起了自己的要塞。

### 外星种族
游戏中除了“旅者”之外，人类接触到的外星种族几乎都是代表“黑暗”力量的敌人，在黄金时代末期从各个地方出现，对蓬勃发展的人类文明进行了毁灭性打击。然而这些外星种族的到来有各自不同的原因，虽然都视人类为敌对目标，他们彼此之间却并没有结盟关系，反而互相敌对。在游戏中遇到两股不同的外星力量时，他们通常都处在交战中。这也使得“黑暗”力量的概念变得模糊而有争议性。

#### 堕落者 (Fallen)
堕落者是一种人形外星种族，长有四支手臂，拥有狡猾的头脑和灵敏的行动力，使用震波刀，离子枪，手雷等武器。堕落者中有不同派系，这些派系通常互不干涉，由各自势力中最强大的族长或大执政官领导，其部队通常由一名或多名指挥官带领，手下有大量被称为“破坏者”的高级士兵，曾经战败并被斩去两支手臂作为惩罚的普通士兵“渣滓”，以及用于战斗和侦查的悬浮无人机。
由于黄金时代的咨询大量丢失，现在已经没有资料能解释堕落者是从何而来，为何而来。就目前人类对其了解，堕落者所有派系都有崇拜机械智慧的宗教式行为，他们自己创造了被称为“仆从”的球形机械智能体，将它们的智慧用于战场，极少数高级的大型仆从甚至能担负起领导和指挥整个派系军队的职能。这种机械崇拜文化很容易让人联想到身为超级机械智慧体的“旅者”，因此有人认为堕落者曾经也和“旅者”有千丝万缕的联系。目前堕落者主要在地球活动，以一种类似拾荒的行为生存，占据了废墟并搜刮一切可用的资源和技术用于和人类的战争，也有一些派系为了各自不同的目的踏足月球和金星。由于没有现象表明他们中的任何成员能接收到来自母世界的支援和讯息，许多人认为这个外星种族的母世界已经被毁灭，而幸存者则是追随着“旅者”的足迹流亡到太阳系，试图藉由其力量与知识重建他们种族的荣耀。

#### 邪魔族 (Hive)
名为邪魔族的异星生物虽然有着和人类相似的躯干和四肢，但其社会结构与行动方式更接近于虫群。他们的高级成员拥有三只眼睛，低阶成员则没有视觉器官，依靠其他感官行动。其身上覆盖的钙化躯壳由于时间长久，已经融化为身体的一部分。当他们蜂拥而出攻击敌人时，通常由大量狂热的，没有视力的低阶奴隶挥舞利爪冲在最前面，手持撕裂枪的侍僧紧随其后，骑士则挥舞雷炮和屠刀担任指挥官，其部队中甚至有能漂浮在半空中释放元素力量的巫妖，和身体巨大的食人魔，让人不禁怀疑其本质究竟是魔法，还是某种人类所不能理解的超自然力量。虫巢中有许多不同的高阶骑士和巫妖统领着各自的群落，而他们似乎都侍奉着同一个强大的主人。
现有资料表明与邪魔族的最初接触是在月球。人类在开发月球的过程中挖掘出了深埋地下，不属于人类文明的神殿，而其中的虫巢也在这发掘中被唤醒，从地下倾巢而出席卷了月球上的人类殖民地，迫使人类放弃了月球。在建立最后城市之后，守护者们曾经组织过一次反攻月球的作战，却在战场上遇到了虫巢之主克罗塔，在其强大得令人难以置信的力量碾压下，守护者们付出了惨重牺牲，不得不彻底放弃了月球。不仅如此，邪魔族的势力通过从月球投射的巨大墓船侵入了地球，并逐渐侵蚀了地表以下的世界。堕落者在挖掘地球资源的过程中触及了这些巢穴，使得这股力量再次涌现于地表。而月球上的邪魔族大军也似乎在蠢蠢欲动，酝酿着对地球更进一步的入侵。

#### 威寇斯(Vex)
维克斯人是一种机械生命，其所有成员的行为都由它们的领袖主脑完全掌控。在大崩溃中，维克斯军团在一天之内将整个水星人类殖民地毁灭并改造成了机械要塞。人类对其恐怖力量的印象如此深刻，以至于用古代神话中的妖怪给它们命名，从结构简单却致命的哥布林，妖精，鹰身女妖，到强大的牛头怪，九头蛇，维克斯军团的作战能力几乎展现了身为机械的所有优势：精准的战术，绝对统一的步调，毫无畏惧的士兵，冰冷无情的杀戮。
人类和维克斯人在金星首次接触，这个机械种族通过远超出人类理解能力的迁越技术从遥远的宇宙深处瞬间出现在惊呆的人类文明面前，开始冷酷的屠杀和殖民扩张。对维克斯人的深入研究触及到了许多惊人的秘密，这些资料依然有相当部分埋藏在金星殖民地的学院档案室里。守护者们成功回收的一部分资料证明了维克斯文明拥有穿梭于不同空间和时间的能力，这让管理最后之城的领导阶层不寒而栗。如果维克斯人真的能掌控时间，那它们甚至能够在必要情况下回到人类诞生之前将其彻底消灭。而这种情况至今仍未发生原因，有的人认为是人类如今已经无法对维克斯造成太多威胁，也有人认为维克斯人根本不在乎人类的存亡或威胁，其在太阳系的注意力集中在其他更为重要的事情上。维克斯人在其被称为黑色花园的圣地中供奉着一颗“心脏”，不断地吸收“旅者”残存的能量，使其无法复苏。维克斯人在金星上建造了被称为“玻璃宝库”的巨大要塞，据传说其中隐藏着关于时间的奥秘，和关乎维克斯文明自身存亡的信息。

#### 卡巴爾 (Cabal)
卡巴爾是一种體格龐大的人形外星種族，其母世界的重力比太阳系行星高得多，因此卡巴爾必须穿着厚重的封闭式铠甲，以模拟他们母世界的重力。卡巴爾拥有严格的军事结构，由百夫长领导的作战小队携带步枪，榴弹炮，盾牌等多种功能的武器，体格庞大的巨像作为指挥官同时也是重火力的炮台。其部队中还有被称为赛昂的灵能步兵，以精神冲击波为武器，其体格与卡巴爾相差甚远，有分析指出他们并非同一种类的生物，而是在某种同盟关系下合作。
卡巴爾文明是一个完全崇尚军国主义的帝国，在入侵人类世界之前已经征服了许多星系。卡巴爾对战争和征服的行为极其狂热，据说他们的军人是以放逐的形式被派出征战，只有赢得战争并幸存下来才能再次回到自己的家园。卡巴爾在科技方面并没有什么令人惊讶的造诣，但仍然凭借着坚不可摧的厚重护甲，爆炸性武器和凶猛的进攻摧毁了人类在火星上的殖民地，并在废墟上建起了自己的要塞。有可靠消息指出太阳系内的卡巴爾军团仍然保持着与母世界的联系，并直接接受来自其帝国皇帝的指令，然而为什么他们会选择扩张到太阳系仍然是一个谜。目前他们似乎满于占据火星及其卫星的现状，并没有向其他星球扩张。然而火星上似乎有什么东西引起了威寇斯的兴趣，大批威寇斯机械军团不断利用火星上的时空门躍遷到卡巴爾的地盘上，令他们不胜其扰。

#### 傀儡 (Taken)
傀儡泛指所有被邪神奥瑞克斯精神奴役的生物，其身体原有结构已被破坏并以黑暗能量重新结合，不再有自主意识，完全被奥瑞克斯奴役。目前已知的几乎所有种族，包括堕落者，卡巴爾，威寇斯和邪魔族本身都能够被奥瑞克斯奴役成为傀儡。这种改造过程通常会赋予被奴役者新的力量，让它们变得比以前更强大。由于奥瑞克斯的精神力量可以扩散至太阳系各个星球，而傀儡能够跟随着奥瑞克斯的意志出现，因此在各个星球的战场上随时都会有傀儡降临并感染整片区域。

### 游戏模式
游戏除了传统射击游戏的单人战役和多人竞技场对战模式以外，还提供了其他多人合作模式。
- 剧情战役：可以单人或多人完成的主线和支线故事模式，提供升级角色所需的大量经验，货币和基础装备奖励。
- 巡逻任务：在开放式自由地图中接受不同形式的任务，完成任务会获得货币和阵营声望奖励。
- 公共事件：在开放式地图中随机出现的事件，在事件期间进入地图区域的玩家都可以参加，成功完成事件会获得材料和货币奖励。
- 小队突击：可以自动匹配队友的小队副本，最多可以由三名玩家一起挑战，提供比剧情战役难度更高的PVE内容和更好的奖励。
- 团队突袭：需要玩家自行组织团队的大型副本，最多可以由六名玩家一起挑战，提供最高难度的PVE内容和最好的PVE奖励。首领战通常有机关机制需要玩家较高程度的配合才能完成。
- 玩家对战：多种不同模式的多人PVP对战，提供声望和装备奖励。

### 游戏剧情

#### 天命
在大崩溃之后几个世纪的长久战役中，人类最终失去了所有地外行星和卫星上的据点，幸存者们退守在“旅者”脚下建立了最后之城，并艰难地击退了堕落者联军的进攻。此后最后之城的人们和小行星带的觉醒者国度，以及入侵太阳系的外星种族之间一直维持着脆弱而微妙的平衡，屈辱地苟延残喘。然而伴随着一位新守护者的诞生，这种平衡将被打破。
作为刚刚被复活的新兵，玩家奔波各地，帮助最后之城的守护者军团在古俄罗斯航天基地消灭了徘徊在城墙外准备伺机偷袭城市的堕落者残军，在月球发掘并阻止了虫巢之主克罗塔全面入侵地球的计划，在金星对抗谋划传送大军的维克斯机械人，在火星突袭卡巴军团要塞。在觉醒者女王的帮助下，守护者进入维克斯人的黑色花园，消灭了不断蚕食“旅者”残存力量的黑暗之心，让“旅者”得以开始恢复生命力。最终守护者在维克斯人的玻璃宝库中击败了能够扭曲时间，控制因果规律的军团首领，终结了长久以来威胁人类的噩梦，玩家也由一名新兵成长为新一代的英雄，在守护者和最后之城的民众中备受佳誉。

#### 深渊之暗
自从人类夺回月球的作战遭受惨重失败并撤退之后，虫巢之主、邪神之子克罗塔在他不可侵犯的“王座世界”中沉默已久。守护者探索月球的行动无意中唤醒了蛰伏中的虫巢大军，其在克罗塔的领导下计划着全面入侵地球消灭一切活物。拥有神秘力量“剑之逻辑”的克罗塔无比强大，并且其灵魂并不存在于物理世界，已然达到了永生不死的境界。正当守护者对其侵略计划一筹莫展之时，从月球的虫巢神殿中逃出的一名守护者，艾瑞斯莫恩，带给了人类微弱的希望。艾瑞斯和她的同伴们曾勇闯月球深渊讨伐克罗塔，然而即便付出了巨大的代价，却连接近克罗塔的王座都做不到，艾瑞斯也成了唯一的生还者。深入虫巢的她见识了恐惧的真意，却也窥探到了克罗塔黑暗的秘密。在她的指引下，守护者将再闯月球深渊，进入克罗塔灵魂所在的“王座世界”，彻底消灭这个威胁人类生存的可怕敌人。

#### 恶狼派系
许多年前，入侵太阳系的四大堕落者派系：恶魔派，王者派，凛冬派和恶狼派曾集结了一支庞大的联军进攻人类的最后之城，并险些在“暮光裂隙”之战中击垮人类的防线，然而拥有军队和战舰数量最多的恶狼派系却在关键时刻缺席，导致堕落者联军最终败给了钢铁领主萨拉丁和他两个学徒领导的守护者大军，参战的三个派系因此损失惨重分崩离析，四散在各地。直到最近人们才了解到，当年前往地球参战的恶狼派堕落者原来在小行星带被觉醒者拦截并击败，觉醒者女王玛拉索芙更是击杀了恶狼派首领，并由此将恶狼派残兵败将收归己用。
然而败军之中也有桀骜不屈的悍将，当年重伤被俘的狼派将军斯高拉经过多年谋划，终于带着残存的手下逃出了禁锢他们的监狱。凶狠狡诈的斯高拉给自己冠以诸王之王的名号，游走于金星和地球试图将零散的堕落者派系重新组织成一支大军，向女王展开复仇。地球人当年在暮光裂隙之战中欠了觉醒者一个人情，此时正是地球人向拥有同样祖先的同胞伸出援手的时候。曾经在讨伐黑色花园时得到女王帮助的守护者和女王禁卫军联起手来，追踪并缉拿恶狼派危险的头号通缉犯。

#### 邪神降临
守护者在月球斩杀克罗塔的战役是人类对抗黑暗历史上的巨大胜利。克罗塔临死前的最后悲鸣穿透星河直达宇宙深处，曾有人对此提出疑虑，却被淹没在胜利的欢庆声中。而现在，庞大的黑暗力量响应了那悲鸣的呼唤来到了太阳系。克罗塔之父（母），虫巢之神奥瑞克斯，在追寻宇宙终极的黑暗真理之路上已经毁灭了数千个文明。如今祂庞大的无畏舰队带着复仇的满腔怒火，向太阳系的人类前来寻仇。
身为虫巢最高的统治神之一，奥瑞克斯掌握了来自深渊的真正黑暗，任何试图反抗祂的人都会被其力量吞噬，变成忠心耿耿的奴仆傀儡。当其大军降临地球之时，人类的力量将难以匹敌。为了防止地球文明遭受灭顶之灾，觉醒者女王玛拉索芙率领全部舰队，不惜一切代价在土星环附近拦截无畏舰队。被激怒的奥瑞克斯动用了难以想象的超级武器，几乎全歼了觉醒者部队，却也瘫痪了自己的舰队。玛拉索芙女王自此下落不明，而登陆无畏舰挑战邪神的重任则交到了守护者手中。如果不能彻底击败拥有比克罗塔更强大的“剑之逻辑”和“王座世界”的奥瑞克斯，所有人类，甚至入侵太阳系的其他外星种族，都将面临被黑暗奴役的命运。

#### 铁旗崛起
人类在黄金纪元创造了许多超乎想象的科技结晶，其中有一项被称为SIVA的智能纳米科技尤其令人惊叹。这种聪明的纳米机械虫能够按照指令吞食同化任何有机和无机材料，重新架构其分子，从而创造出任何需要的物质形态。SIVA被广泛应用于行星殖民地的建筑开发，效果惊人。但在漫长的黑暗时代中，这项科技和其他许多辉煌成果一样，被掩埋在了战火和废墟中。不久后，地球上出现了第一代被“魂”复活的强大战士，不死的战争领主。这些人中的佼佼者最终联合组成了保护人类的钢铁领主议会，并试图发掘传说中能够让人类文明再度辉煌的SIVA技术。然而当他们最终抵达SIVA的核心孵化场时，却遭遇了可怕的敌人与背叛。最终领主们以付出生命为代价将SIVA封禁在地底工厂，唯一的生还者萨拉丁领主从此孤独地守望钢铁圣殿，防止任何人再接近SIVA秘密的企图。
几个世纪之后的今日，在地表拾荒并越挖越深的恶魔派堕落者无意中发现了SIVA的蛛丝马迹，对于以将自身机械化视为夙愿得堕落者来说，SIVA的存在无疑让他们欣喜若狂，在坚持不懈地发掘下他们终于找到了被封禁在地底蛰伏的纳米虫，并将其扩散到地表。运用SIVA改造自身的堕落者变得比以前更加强大，但比起堕落者，已经开始拥有自主意识并在地表肆无忌惮吞食扩张的纳米虫才是更可怕的威胁。为了阻止这场疯狂的灾难，守护者必须深入地底，彻底消灭这可怕的远古科技的源头。

## 原聲音樂
《命运》的原声音乐集由馬丁·奧唐奈、邁克爾·薩瓦托里、保羅·麥卡尼、C·保羅·約翰遜、斯凯·列文以及斯坦·勒帕德等人编曲制作，原声大碟收录了44首游戏原声配乐；专辑在2014年9月26日在iTunes上发售。这张游戏原声是馬丁·奧唐奈在Bungie参与的最后一个游戏项目，他此前之前负责了《光环》系列以及再早前时Bungie游戏的音乐。此外前甲壳虫乐队成员保罗·麦卡特尼也参与了游戏原声音乐的制作，他从游戏中获得启发而创作了原创曲目《Hope for the Future》。

## 评价
《天命》常常被玩家和媒体拿来和Bungie的成名前作《光环》作比较。游戏在许多方面延续了《光环》系列的优良传统，例如精致的画面，优美的音乐，良好的第一人称射击感，富有特色的种族造型，以及《天命》独特的职业技能带来的游戏多样性都为其带来了称赞。然而，《天命》在剧情架构和人物性格的塑造方面却多次被批评和质疑，媒体和玩家普遍认为相比《光环》紧张而有代入感的战役剧情，《天命》的剧情平淡而乏味，缺少让玩家推进故事的动力，并且几乎没有对关键故事细节的描述，玩家往往在无数疑问中完成了整个单人战役，而游戏结局却没有解答这些疑问，令玩家对故事情节充满困惑。此外，游戏在初期几乎没有对关键人物的个性化塑造，从主角到友善NPC和敌对势力，几乎没有能让玩家留下印象的人物。Bungie将大部分的故事细节都记录在完全独立于游戏之外的“魔典”系统中，这种细化剧情的方式也充满了争议性：一方面，魔典以零散的记录，传闻，诗歌等方式从不同的人物角度，甚至从敌人的角度讲述了整个世界观从古至今的丰富历史和趣闻，补足了游戏本身剧情模糊不清的缺点，并且为将来的剧情发展增加了许多可能性和悬念。例如“邪神降临”中为许多玩家津津乐道的“悲之书”魔典就讲述了邪神奥瑞克斯的生平，其内容与哲学之丰富足以颠覆玩家对虫巢和邪神本身的认识；但另一方面，由于魔典无法直接在游戏内阅览，而是作为副产品独立于游戏之外，因此对许多没有去接触魔典的玩家而言他们几乎错过了绝大部分背景故事和剧情，而游戏本身单薄的剧情战役显然不能满足其所追求的“多人角色扮演射击游戏”的要素。
此外，游戏初期人物满级后的可玩内容也被许多玩家诟病，高品质战利品的掉落几率极低，使得许多玩家花费大量时间反复做同样的任务却得不到期待的奖励。Bungie不得不在之后的资料片中多次修改战利品掉落机制和装备升级机制，提高玩家获取奖励的效率。
尽管毁誉参半，《天命》在各大游戏评论媒体中依然获得了中上等的综合评分，并在2015年获得英国电影电视艺术学院年度最佳游戏奖。截至2015年11月，《天命》的注册玩家达到两千五百万。

## 外部連結
- 官方网站
- 天命在巴哈姆特的頁面（繁體中文）